# Muhàmmad ibn Ismaïl ad-Darazí
Sàyyid-al-Hadiyyín Muhàmmad ibn Ismaïl ad-Darazí, més conegut simplement per la seva nisba com Ad-Darazí (final del segle x - segle xi), fou un dels fundadors de la religió dels drusos. Tot i el seu nom, no era àrab sinó segurament turc i originari de Bukharà. El seu nom real podria ser Naixtakín.
Es va establir a Egipte vers el 1017 i fou daï dels ismaïlites i favorit del califa al-Hàkim bi-amr-Al·lah (996-1021). Va reconèixer la divinitat del califa al-Hàkim i la va fer pública vers el 1018. Va morir vers 1019 o 1020, potser denunciat pel seu rival Hamza ibn Alí.
La seva nisba, ad-Darazí, deformada en ad-Durzí, va donar nom als drusos.